# Sorbus torminalis
Sorbus torminalis é uma espécie de planta com flor pertencente à família Rosaceae.
A autoridade científica da espécie é (L.) Crantz, tendo sido publicada em Stirpium Austriarum Fasciculus 2: 45. 1763.

## Portugal
Trata-se de uma espécie presente no território português, nomeadamente em Portugal Continental.
Em termos de naturalidade é nativa da região atrás indicada.

## Protecção
Não se encontra protegida por legislação portuguesa ou da Comunidade Europeia.